# BSディベートアワー
BSディベートアワーは、2003年4月20日〜2005年2月27日にNHK BS1で放送されていた討論番組。

## 概要
時代の底流であるテーマや社会的関心の強い問題を選び、政策担当者や識者をスタジオを招き徹底的に議論を行う討論番組。

## 基礎情報
放送時間
- 日曜22:00-23:50（2003年4月〜2004年10月）
- 日曜22:10-24:00（2004年11月〜2005年2月）

キャスター
- 坪倉善彦、栗原由佳（2003年度）
- 山口勝（2004年度）

リポーター
- 川手飛鳥

## 放送リスト
1. 2003年4月20日 スーパーサラリーマンの条件
2. 2003年5月18日 教育特区で学校は変わるか
3. 2003年6月22日 医療 規制緩和はどこまで許されるのか
4. 2003年7月20日 なぜ今 東京再開発なのか
5. 2003年8月24日 納得できるか?年金改革
6. 2003年11月30日 どう防ぐ 若年失業
7. 2003年12月21日 競争で学校は変わるか
8. 2004年1月25日 21世紀 我々は何を食べていくのか?
9. 2004年2月29日 感染症にどう立ち向かうか
10. 2004年3月28日 広がる格差とどう向き合うか
11. 2004年4月25日 海の恵みをどう守るか
12. 2004年7月3日 雇用不安の時代をどう生きる
13. 2004年7月25日 若者たちと語る“ネット社会”
14. 2004年8月8日 若者よ どうする?仕事・結婚・家族
15. 2004年9月26日 少子化 どう対処するか
16. 2004年10月11日 BSE対策　安全は守れるか
17. 2004年10月24日 “巨大市場”中国 新たな関係は築けるか
18. 2004年11月28日 滅びゆく生き物を救えるか
19. 2004年12月26日 京都議定書発効へ 待ったなし“温暖化対策”
20. 2005年2月27日 特許戦略 どう進めるか